# Saalfeld
Saalfeld település Németországban, azon belül Türingiában. Lakosainak száma 29 121 fő (2023. december 31.).

## Fekvése
Jénától délnyugatra, a mesterséges tavaktól nyugatra, a Saale két partján fekvő település.

## Története

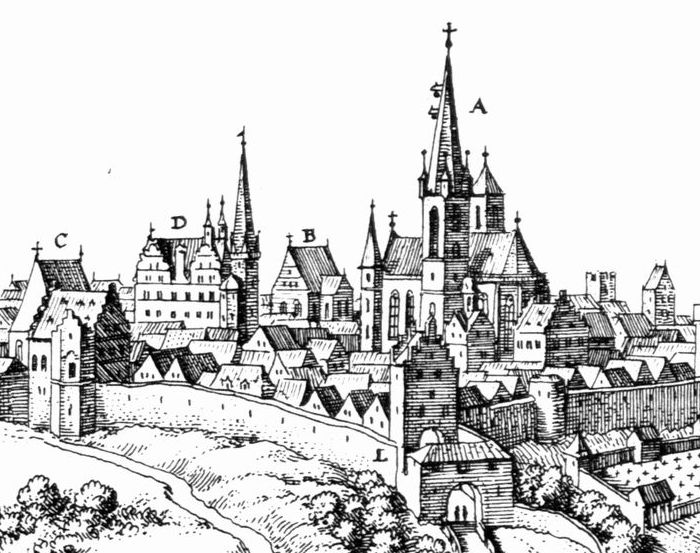

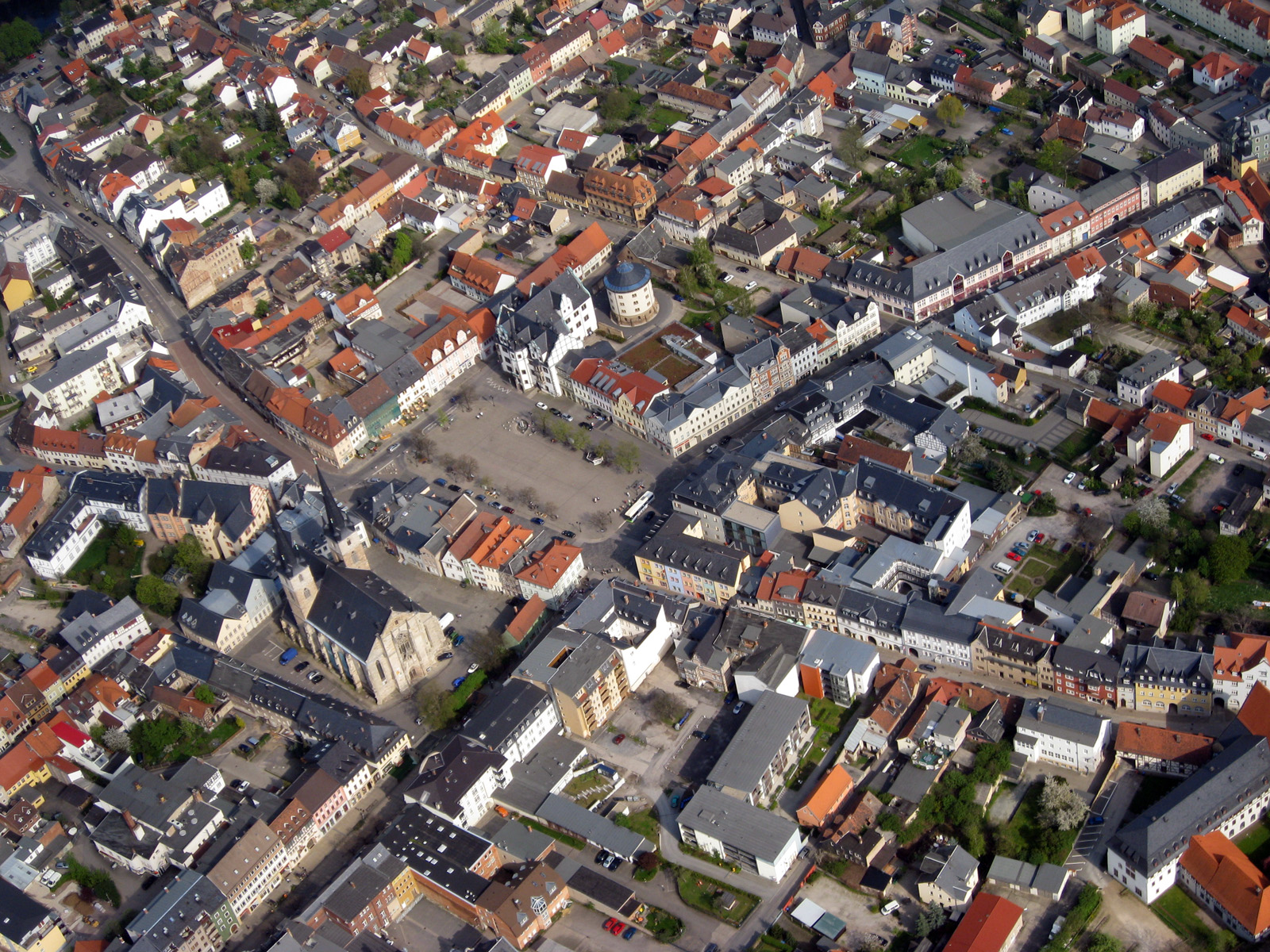
Saalfeld légifelvételen

Nevét először 899-ben említette oklevél, mint a Karolingok királyi udvarát, mely arra utal, hogy a Petersbergen, a jelenlegi kastély helyén már ebben az időben is vár állt.
Saalfelddet és környékét a 11. században II. Henrik király a Lotharingiai családnak adományozta, de hamarosan a kölni érsek tulajdona lett. Ezek egyike a Petersbergen {enedek rendi kolostort alapított. A kolostor mellett 1190 körül alapították meg Saalfeld városát a Saale legfontosabb átkelőhelyénél. A fejlődő várost német parasztok népesítették be. A város polgárságának jólétét az ezüst, réz- és vasércbányászat alapozta meg.
A városfalak a 13-14. századból valók, és máig is viszonylag jó állapotban maradtak fenn. A 14. században a város a Wettiniek birtokába került. Benedekrendi kolostorát az 1525-ös parasztfelkeléskor a parasztok megostromolták és be is vették. Még ugyanebben a században fejlődésnek indult a város kereskedelme és ipara. Ekkor fejlődött ki jellegzetes népművészeti ágazata a képfaragás. A Harmincéves háború a városra is kedvezőtlenül hatott; előbb Altenburg, majd Coburg, 1826-ban pedig a Szász-Meiningen hercegséghez került.
1820-ban a városban újabb nagy ipari fejlődés vette kezdetét. Üzemek sokasága alakult, aminek bázisa Saalfeld környékének nyersanyaggazdagsága volt. Az 1800-as évek második felében gépgyárak és vasöntődék létesültek, s Saalfeld szomszédságában Unterwellenbornban 1872-ben megkezdte működését  a Maxhütte vaskombinát, amely az ország legjelentősebb ilyen létesítménye volt.

## Nevezetességek
- Kastély
- Saaltor - egykori erődítményrendszer, négy éppen maradt kapuval.
- Feengrotten cseppkőbarlang - a város egyik legnagyobb nevezetessége.
- Miklós templom
- Szent János templom
- Hoher Schwarm épületcsoport - a négyzet alaprajzú, négyszintes lakótornyot a Schwarzburg grófok építették svájci mintára a 14. század elején. Századokkal előbb ezen a helyen állt a királyi palota. A 16. században a vár elpusztult, maradványa azonban a város értékes műemléke.
- Oberes tor - a 14. századból való, a 18. században átépítették. Ekkor kapta barokk toronysisakját is.
- Dartor
- Blankenburger tor
- Thüringiai helytörténeti múzeum
- Városháza
- Stadtapotheke
- Meininger Hof színház
- Stadtschloss

## Galéria

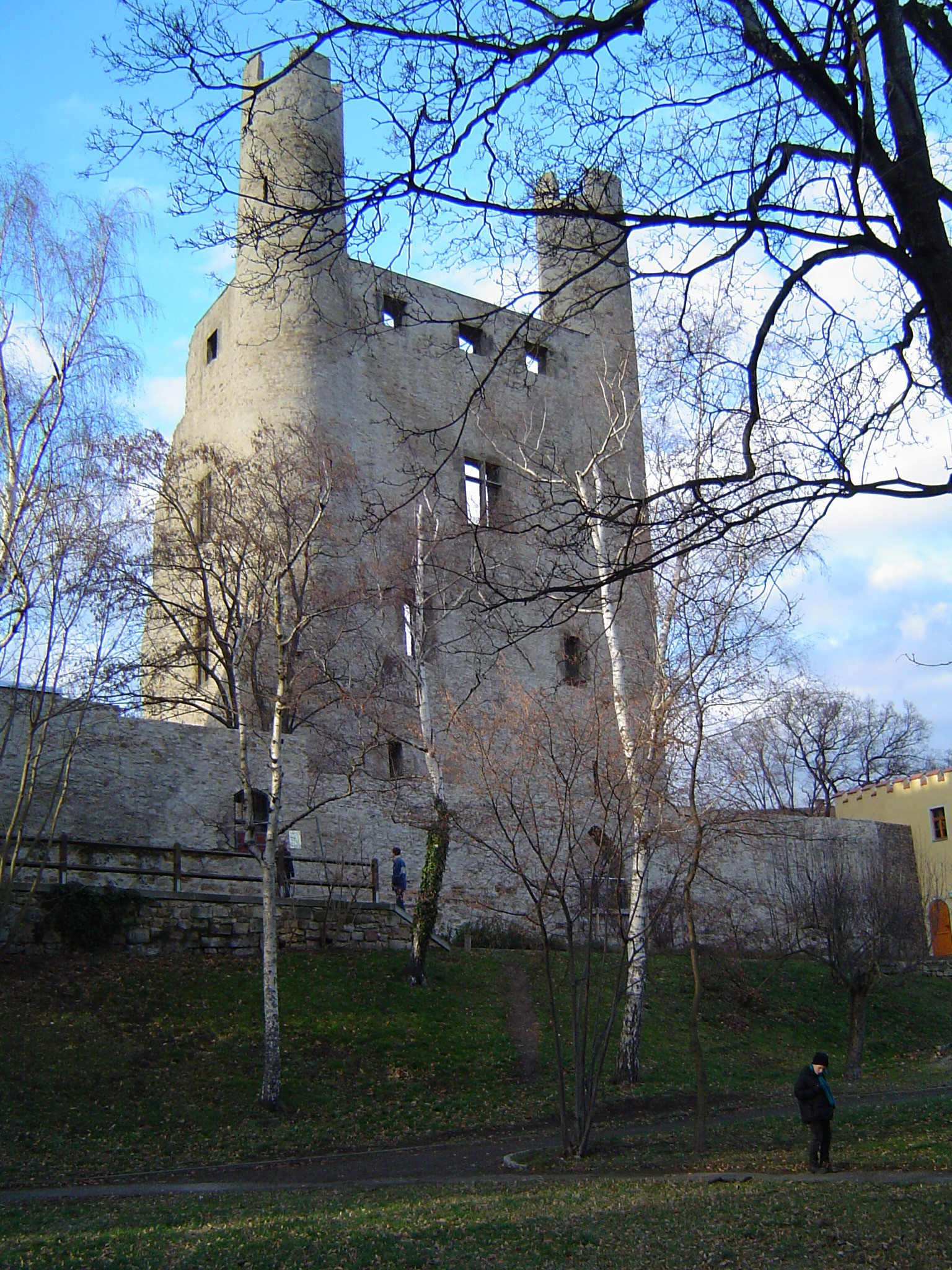
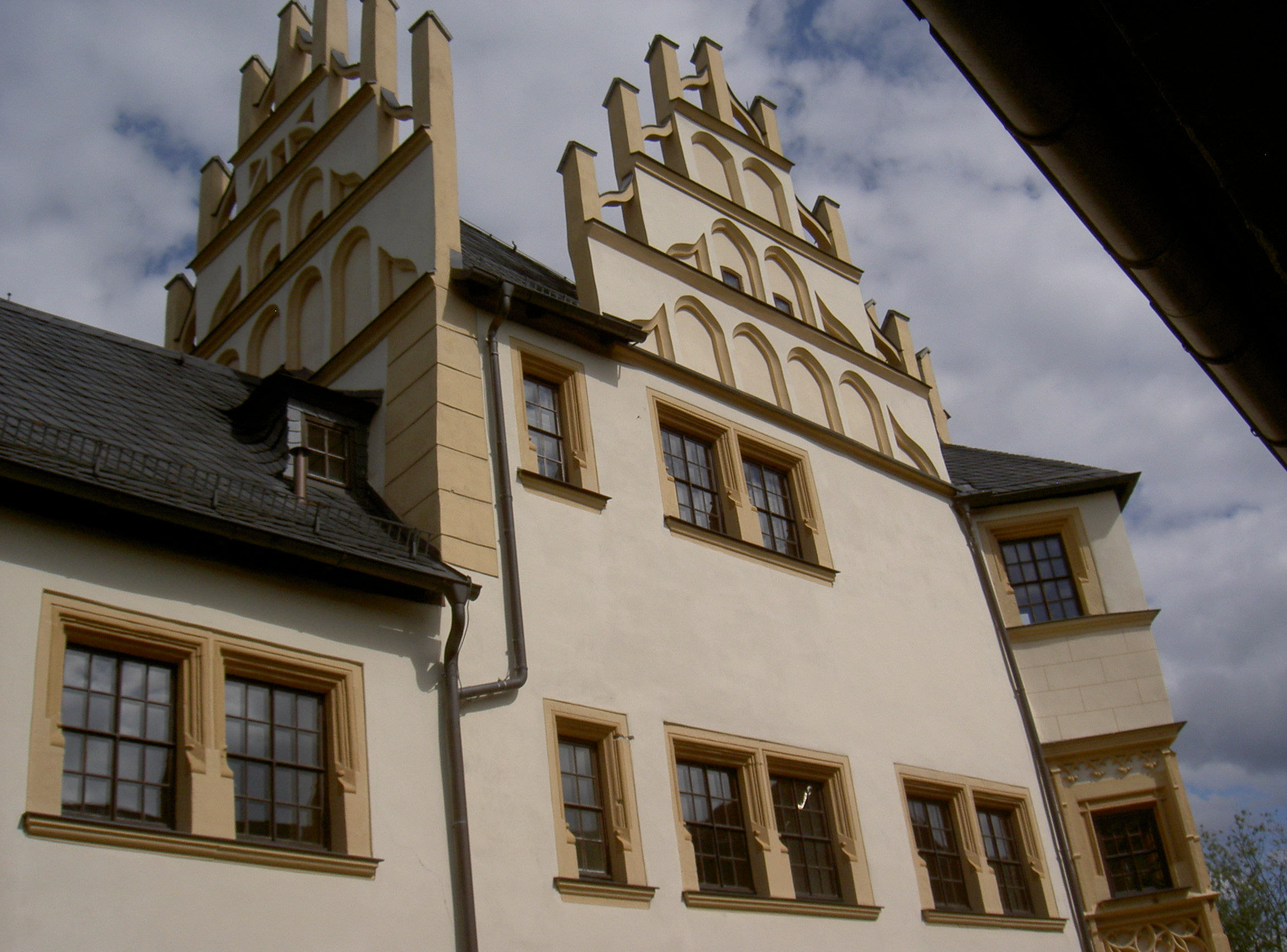
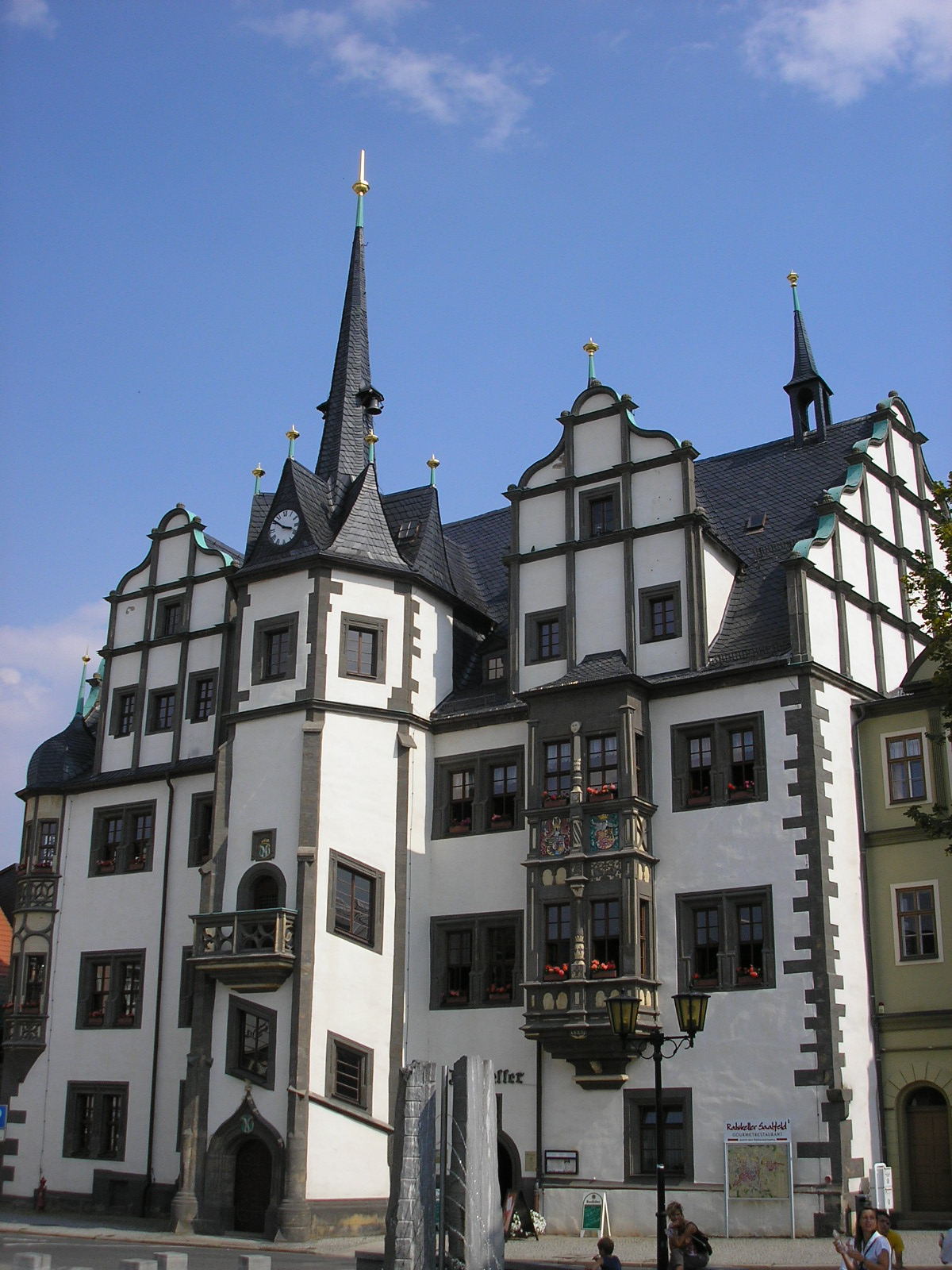
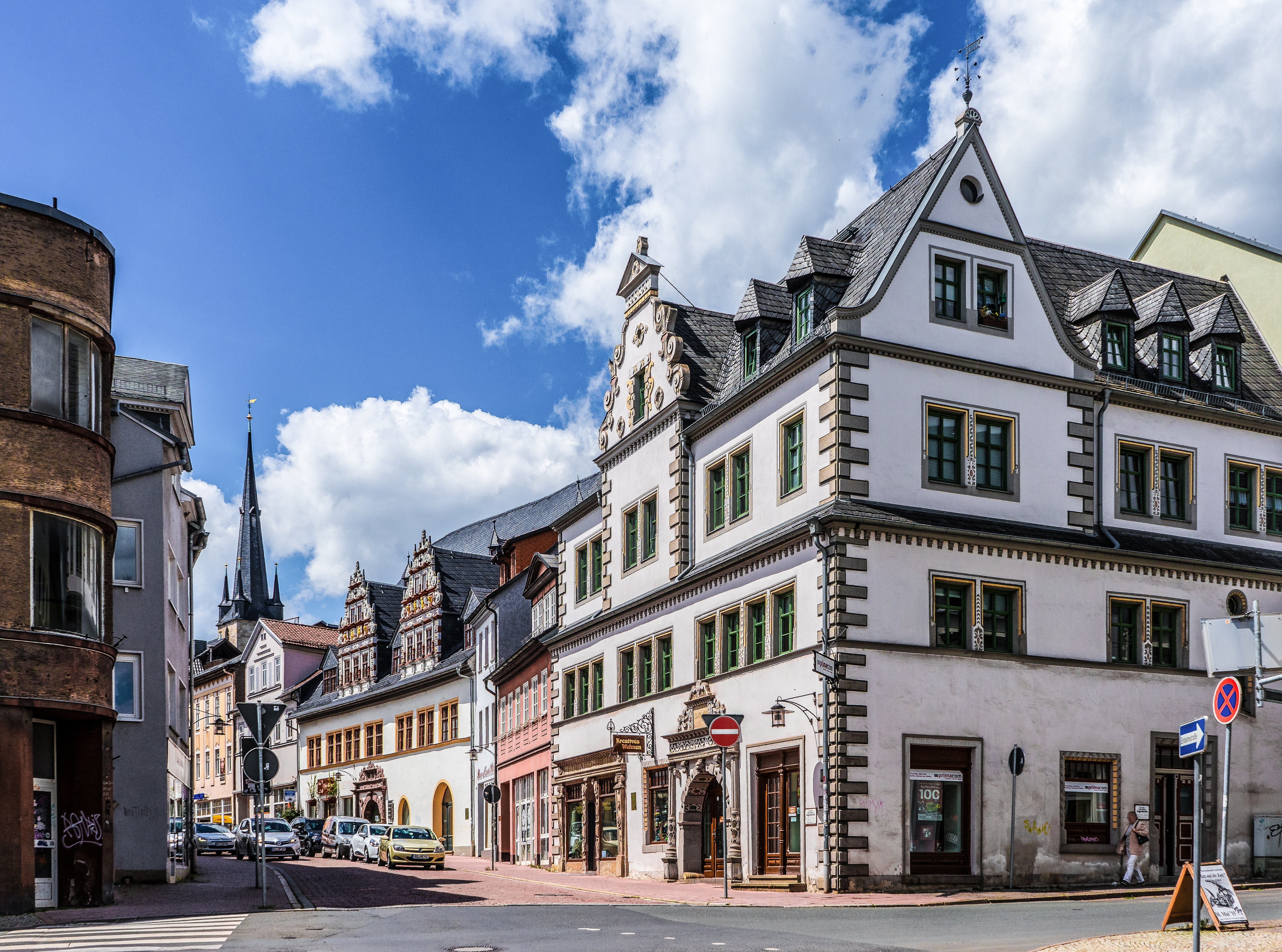
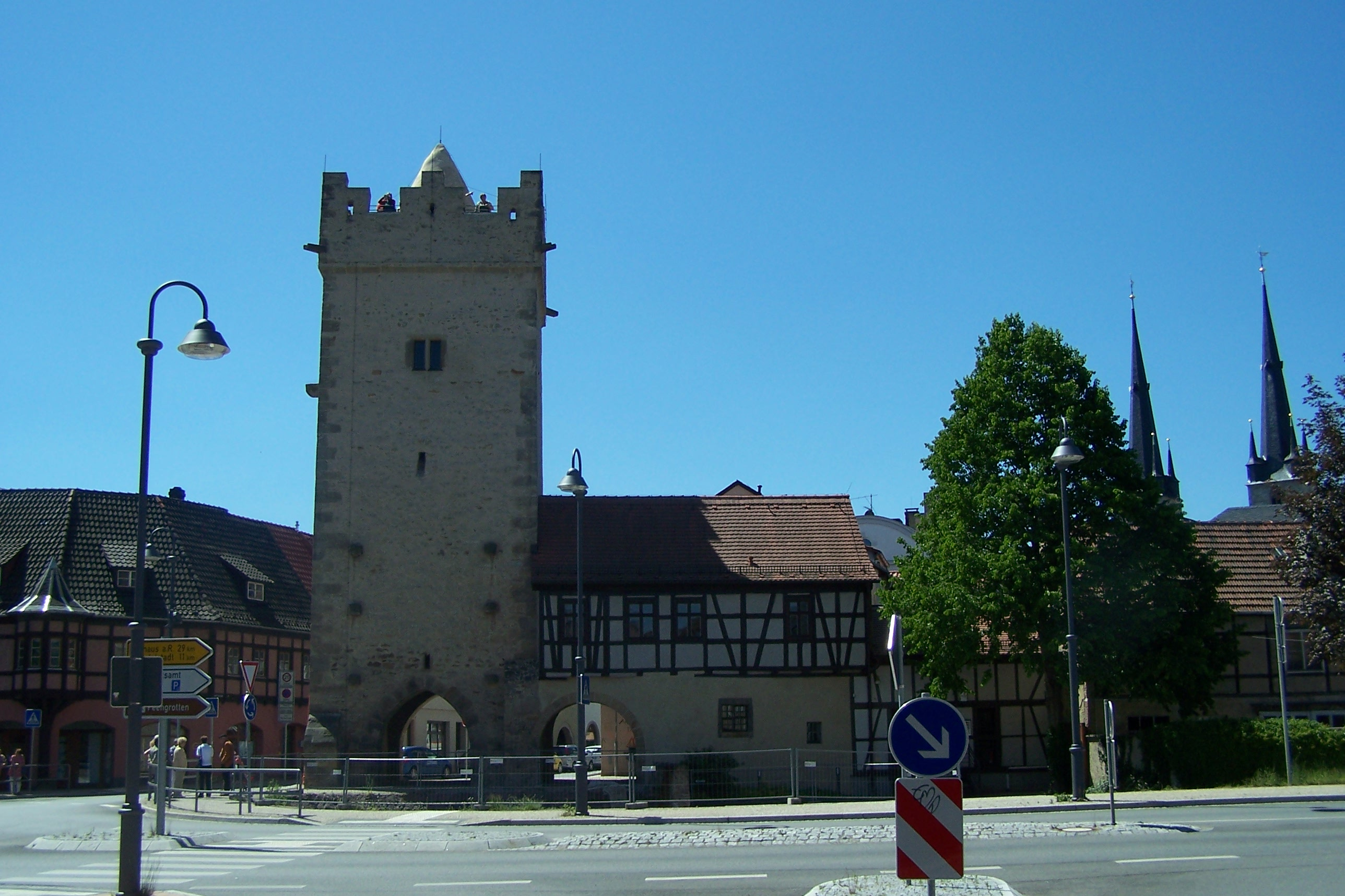
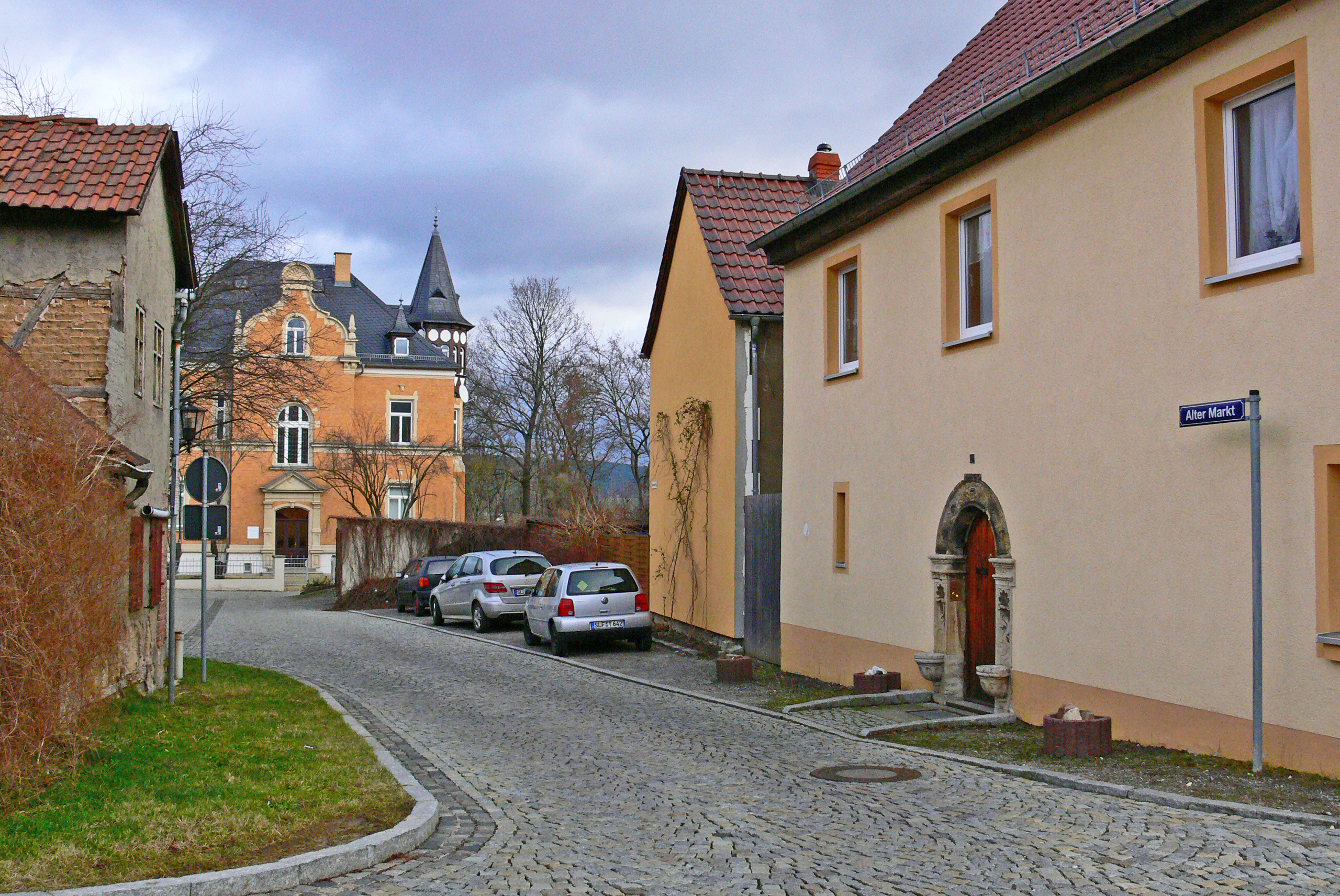
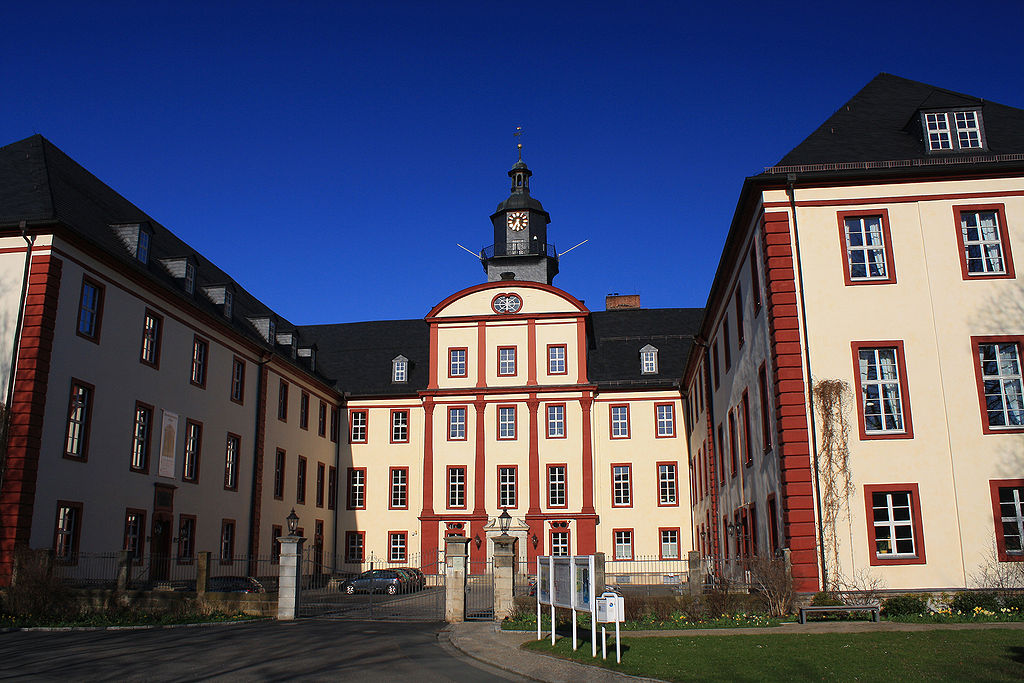
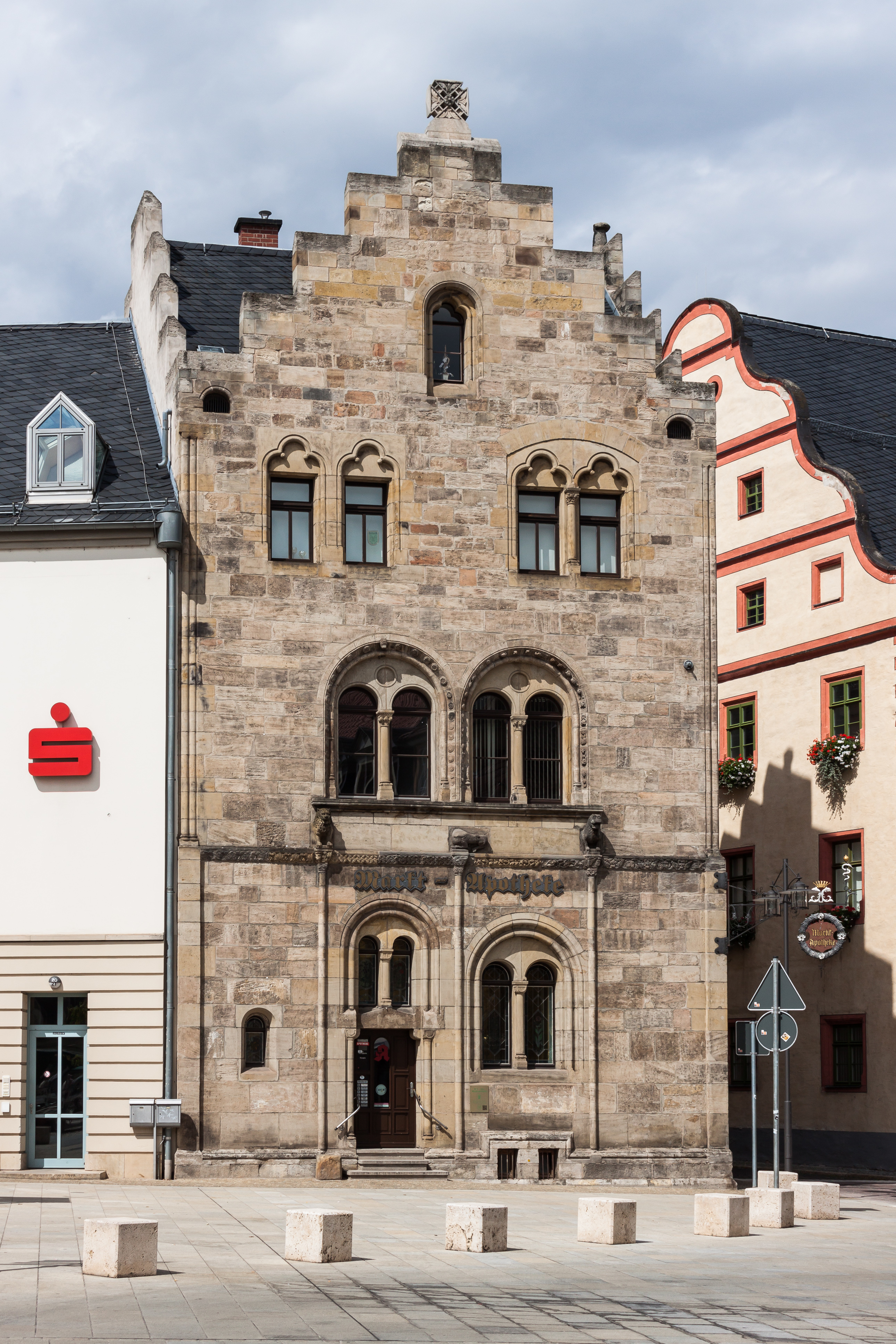
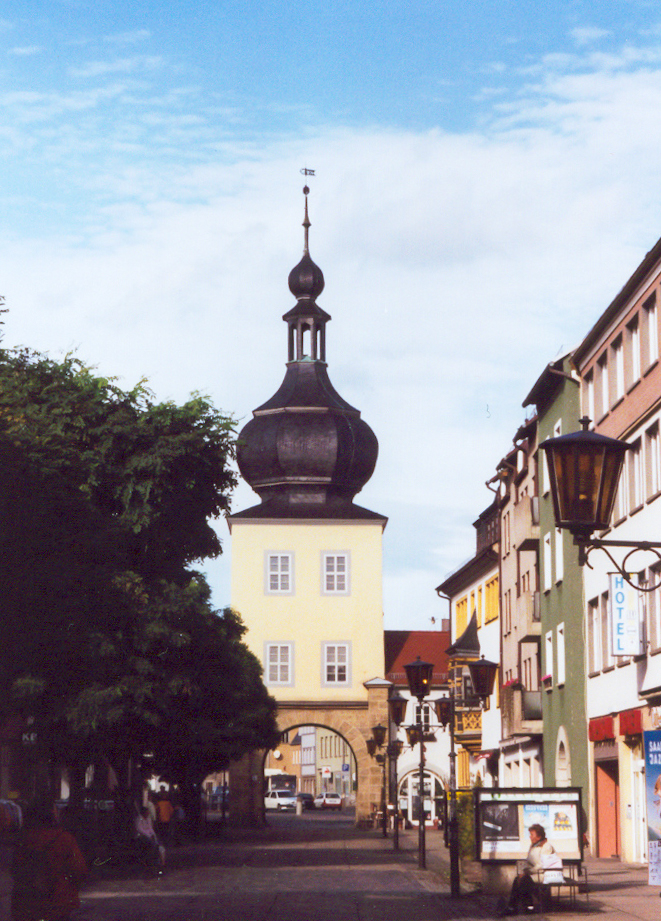
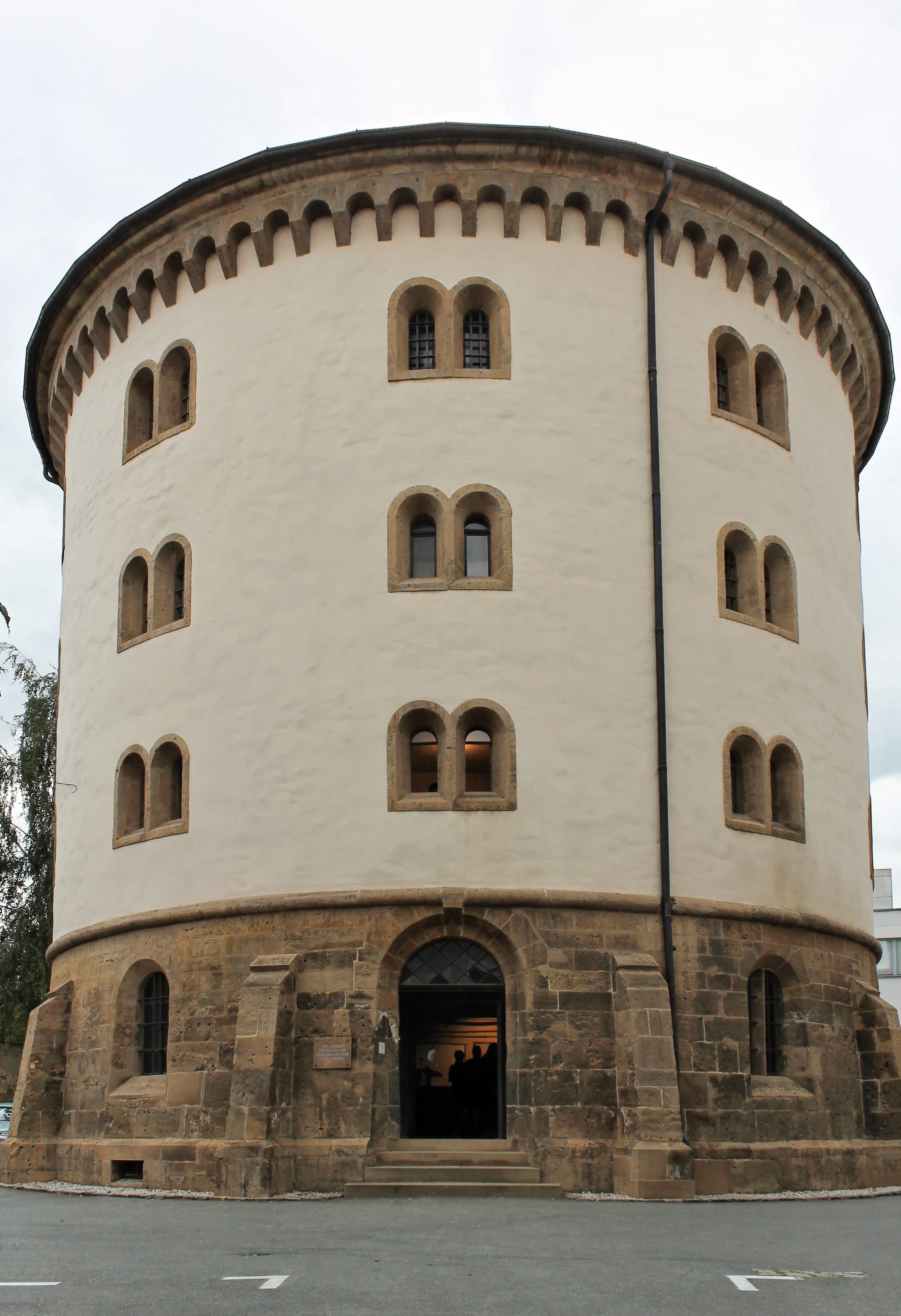
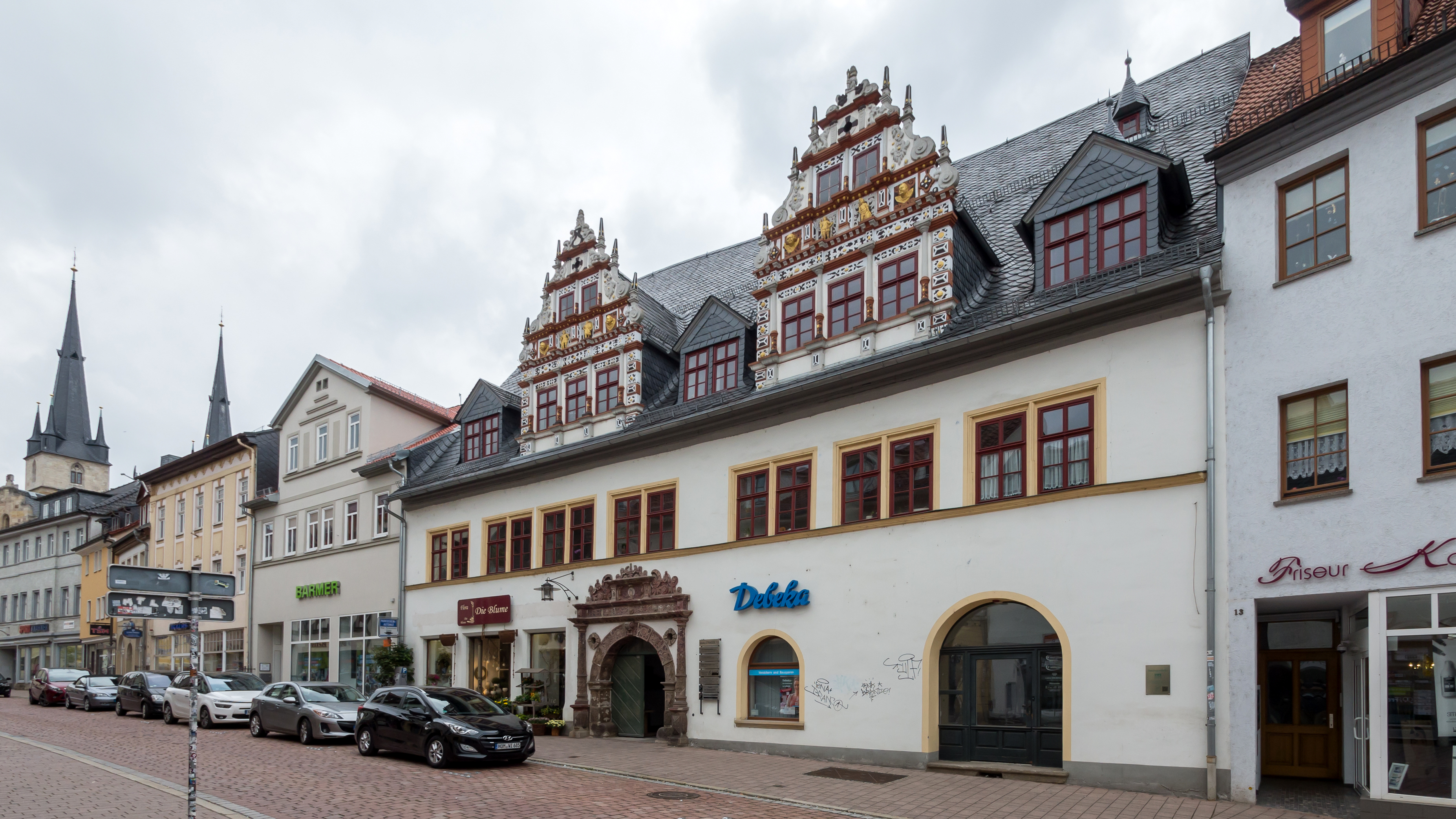
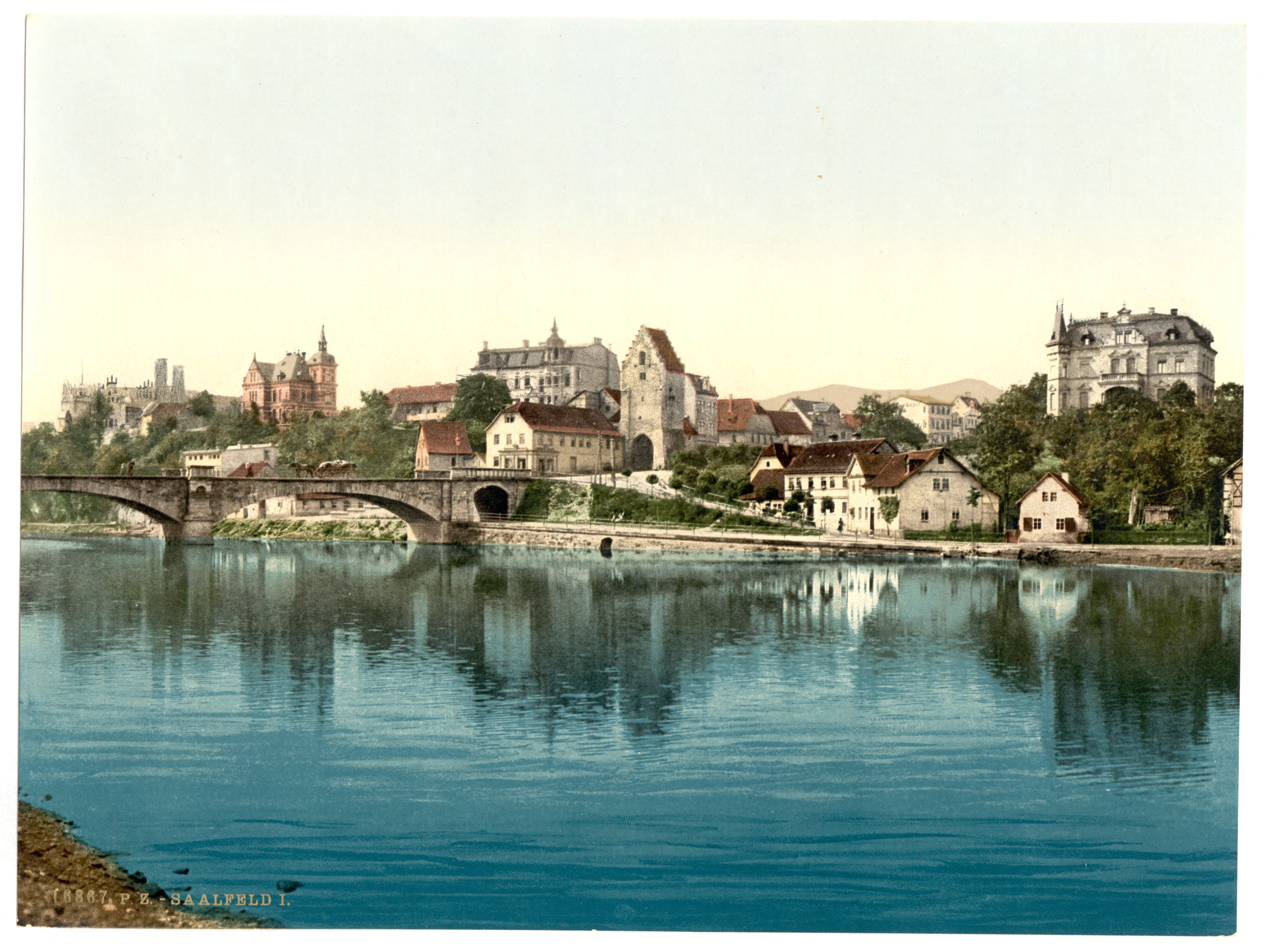
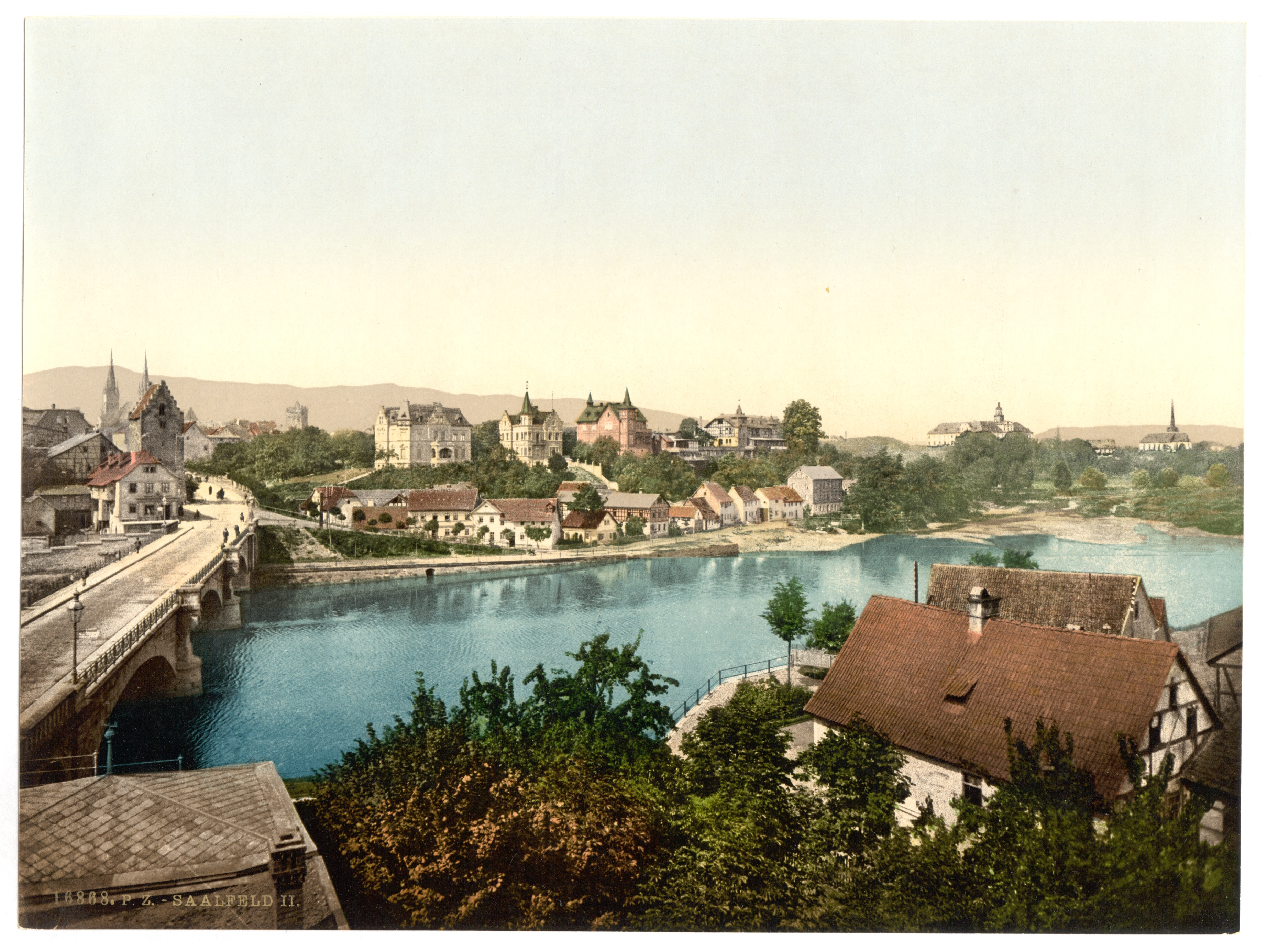
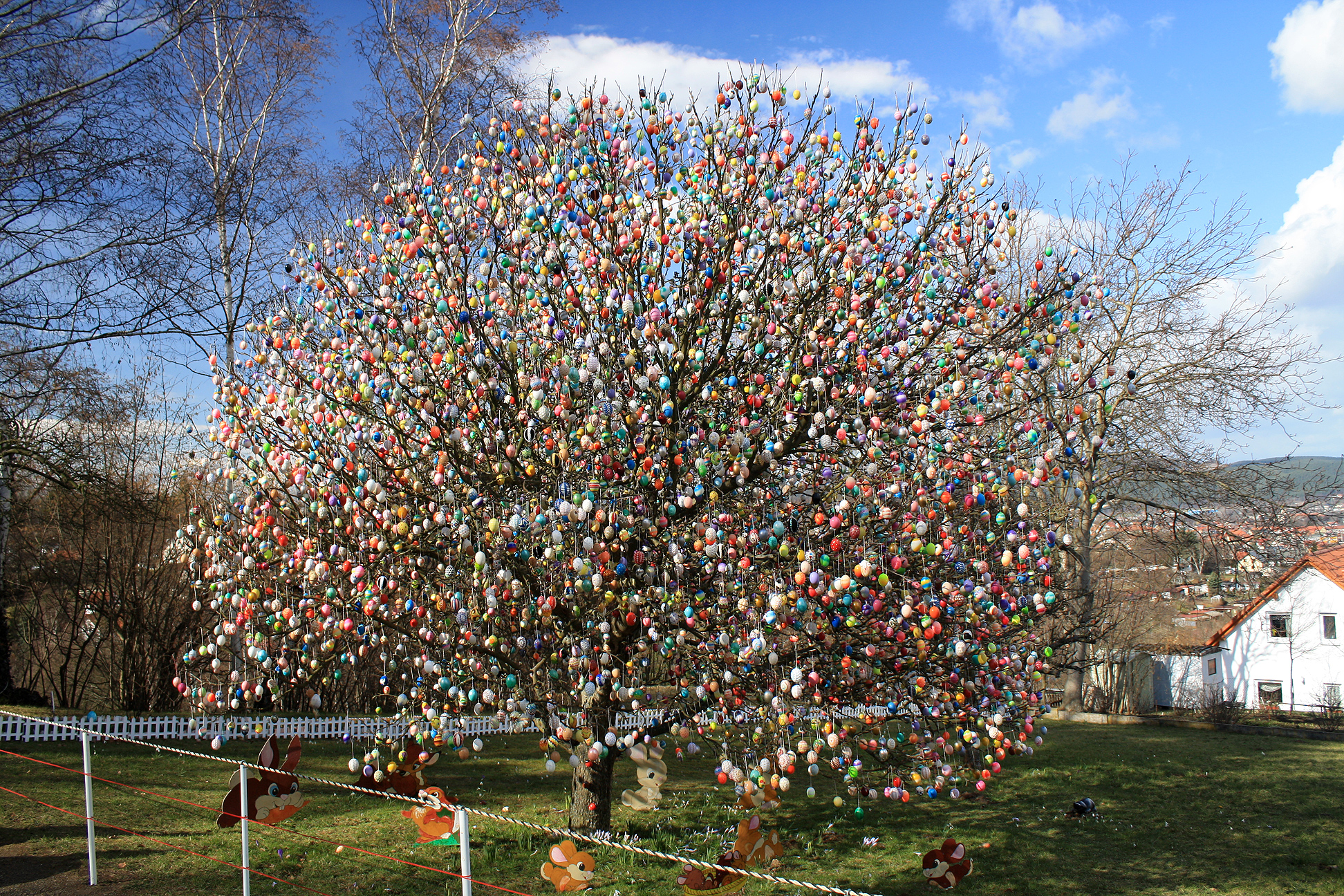

## Népesség
A település népességének változása:
| Lakosok száma | 25 041 | 27 877 | 29 457 | 29 457 | 28 772 | 29 224 | 29 121 |
|               | 2015   | 2017   | 2018   | 2019   | 2021   | 2022   | 2023   |